# Spinaria
Spinaria is een geslacht van insecten uit de orde vliesvleugeligen (Hymenoptera) en de familie schildwespen (Braconidae).

## Soorten
Deze lijst van 25 stuks is mogelijk niet compleet.
- S. albiventris Cameron, 1899
- S. aliciae Turner, 1917
- S. altimontana van Achterberg, 2007
- S. armata (Ashmead, 1905)
- S. armator (Fabricius, 1804)
- S. australiensis van Achterberg, 2007
- S. bachmana Long & van Achterberg, 2007
- S. bicolor Szepligeti, 1902
- S. campania van Achterberg, 2007
- S. dimidiata Westwood, 1882
- S. eburata van Achterberg, 2007
- S. flavipennis Cameron, 1906
- S. fulvicornis Long & van Achterberg, 2007
- S. hyalinata van Achterberg, 2007
- S. incisa van Achterberg, 2007

- S. philippinensis Enderlein, 1905
- S. similis Long & van Achterberg, 2007
- S. spinator (Guerin-Meneville, 1830)
- S. sulcata Smith, 1865
- S. suliana Westwood, 1882
- S. sundana van Achterberg, 2007
- S. triangulifera van Achterberg, 2007
- S. truongsonensis Long & van Achterberg, 2007
- S. vietnamica Long & van Achterberg, 2007
- S. westwoodi Cameron, 1906